# Волт Витман
Волт Витман (енгл. Walt Whitman; Вест Хилс, 31. мај 1819 — Њу Џерзи, 26. март 1892) био је амерички песник.  Витманова поезија представљала је идеје покрета трансцендентализма и његово дело раскида везе америчке књижевности са енглеском и конвенционалним метром и римом, стварајући независну и самосвојну америчку поезију. Спада у најутицајније америчке песнике. Витмен је међу најутицајнијим песницима америчког канона, и често називан оцем слободног стиха. Његов рад је у то време био контроверзан, посебно његова збирка поезије Влати траве из 1855. године, која је описана као бестидна због своје отворене сензуалности.
Рођен у Хантингтону на Лонг Ајленду, Витмен је живео у Бруклину као дете и током већег дела своје каријере. Са 11 година напустио је формално школовање да би се запослио. Касније је Витмен радио као новинар, наставник и државни службеник. Витманова главна збирка поезије, Влати траве, први пут је објављена 1855. за његов сопствени новац и постала је широко позната. Дело је било покушај да се допре до обичног човека са америчким епом. Он је наставио да га шири и ревидира то дело све до своје смрти 1892. Током Америчког грађанског рата, отишао је у Вашингтон, и радио у болницама негујући рањенике. Његова поезија се често фокусирала на губитак и на исцељење. Након смрти Абрахама Линколна, коме се Витман веома дивио, написао је своје добро познате песме, „О капетане! Мој капетане!” и „Кад су јорговани последњи у дворишту процветали“, и одржао је серију предавања. После можданог удара пред крај живота, Витман се преселио у Камден, у Њу Џерзију, где му је здравље додатно нарушено. Када је умро у 72. години, његова сахрана је била јавни догађај.
Витманов утицај на поезију остаје снажан. Мери Витал Смит Костело је тврдила: „Не можете заиста разумети Америку без Волта Витмана, без Влати траве... Он је изразио ту цивилизацију, 'ажурно', како би рекао, и ниједан студент филозофије историје не може без њега.“ Модернистички песник Езра Паунд назвао је Витмена „америчким песником... Он је Америка“.

## Биографија
Рођен је као друго дете у многобројној породици Волетра Витмана старије и Лујзе ван Велзор. Његова породица је спадала у ране досељенике у САД. Неколико година по Витмановом рођењу породица се сели у Бруклин, где је он до 1830. похађао државну школу намењену сиромашнијим деловима друштва. Од 1833. породица прелази да живи и ради на селу, док Витман остаје у граду и ради као штампарски помоћник и словослагач. У том послу био је до уништења штампарије у пожару 1836. Потом је кратко радио као путујући учитељ у лонгајлендским градићима. Након учитељског посла покренуо је новине са братом Џорџом које је објављивао годину дана. Био је политички активан и учествовао је у кампањи за председничког кандидата Демократске странке. У периоду 1841-1845 ради као новинар у Њујорку и поред новинских чланака објављује своје кратке приче и један роман, који нису имали значајнију уметнику вредност. Од 1845. до 1848. ради у Бруклину као главни уредник месних новина, у које уводи књижевну критику коју повремено сам пише. Након Бруклина са братом се сели у Њу Орлеанс да уређује новопокренуте новине.
Тромесечни живот у Њу Орлеансу оставља велики утисак на њега и касније утицај на његов рад. Присуствује разним догађајима попут сусрета са ратним ветеранима и продаји робова.
Поново се враћа у Бруклин где уређује новине и бави се политиком.
Сам штампа своје главно дело, познату књигу песама Влати траве, која се после појавила у многим издањима, на многим језицима. Пише јој предговор, у којем износи захтеве за новом америчком књижевношћу. Влати траве је збирка песама у слободном стиху, која на снажан начин слави индивидуализам Америке, демократију и братство међу људима, те живо и усхићено описује амерички живот, посебно Њујорк. Дело је проглашено неморалним због слободне обраде полног живота (посебно хомоеротских тонова), па песник бива несхваћен од савременика. Међутим, модерна критика га сматра једним од најважнијих стваралаца у историји америчке књижевности. Највећи део тиража првог издања збирке који је износио око 800 примерака Витман је изделио пријатељима и познаницима.
Године 1864. одлази у Вашингтон где негује рањене борце из Америчког грађанског рата. Годину дана касније добија посао у Одељењу за индијанска питања Министарства унутрашњих послова, да би само годину дана касније добио отказ након што његова шефица сазнаје да је аутор збирке песама Влати траве за коју се говорило да је скаредна књига. Наредних осама година у канцеларији врховног државног тужиоца.
Кап га удара 1873. након чега постаје делимично парализован. Сели се у Камден у Њу Џерзију где живи до краја живота. У посету су му долазили бројни европски и амерички књижевници.

## Приватни живот
Неколико Витманове браће погинуло је у Америчком грађанском рату. 
Иако се расправа о Витмановој сексуалности и даље води, обично се сматра хомосексуалцем или бисексуалцем. Претпоставке и закључци о његовој сексуалности изведени су из његове поезије, премда се закључци оспоравају. Његова поезија представља љубав и сексуалност на овоземаљски начин, лишен моралне препредености религије, типичан за Америчку културу тог времена, која сматра индивидуалност као једну од највреднијих врлина. Такође, његова дела су настала у првом раздобљу 19. века, пре медицинске класификације сексуалности.
Витман  је током свог живота имао велики број интензивних пријатељстава са мушкарцима и младићима. Одређени биографи су навели како сматрају да без обзира на интензитет тих односа и присност, они заправо никада нису били карнални.
Сматра се да је Питер Дојл био Витманова велика љубав. Дојл је радио као кондуктер када су се он и Волт упознали око 1866. године. Следећих неколико година су били нераздвојни.
Оскар Вајлд је упознао Витмана током свог боравка у Америци 1882. године, те је касније изјавио Џорџу Сесилу Ивсу, једном од првих активиста за права хомосексуалаца, да је Витманова сексуална оријентација изван сумње: „Имам пољубац Волта Витмана још увек на мојим уснама.“ 

## Дела
- Franklin Evans (1842)
- The Half-Breed; A Tale of the Western Frontier (1846)
- Life and Adventures of Jack Engle (1852)[21]
- Leaves of Grass (1855), прво од седам издања објављених до 1891.
- Manly Health and Training (1858)
- Drum-Taps (1865)
- Democratic Vistas (1871)
- Memoranda During the War (1876)
- Specimen Days (1882)

### Архиви
- Walt Whitman papers at Columbia University. Rare Book & Manuscript Library.
- Walt Whitman documents at Columbia University. Rare Book & Manuscript Library.
- Walt Whitman, "The Bible as Poetry". Manuscript 1883 at the University of Chicago Special Collections Research Center.
- Walt Whitman collection 1884–1892 at the University of Chicago Special Collections Research Center.
- Walt Whitman collection. Yale Collection of American Literature, Beinecke Rare Book and Manuscript Library.
- Walt Whitman collection, Kislak Center for Special Collections, Rare Books and Manuscripts, University of Pennsylvania.
- Walt Whitman collection at L. Tom Perry Special Collections, Brigham Young University.
- "The Untimeliness of the Walt Whitman Exhibition at the New York Public Library: An Open Letter to Trustees," by Charles F. Heartman, at the John J. Wilcox, Jr. LGBT Archives, William Way LGBT Community Center.
- Horace Traubel collection of Walt Whitman papers at Special Collections, University of Delaware Library, Museums and Press.
- Susan Jaffe Tane collection of Walt Whitman, 1842-2012, held by the Henry W. and Albert A. Berg Collection of English and American Literature, New York Public Library.

### Изложбе
- Walt Whitman in His Time and Ours at Special Collections, University of Delaware Library, Museums and Press, February 12 to June 14, 2019
- Revising Himself: Walt Whitman and Leaves of Grass at the Library of Congress, "Exhibition Celebrates 150 Years of Walt Whitman's 'Leaves of Grass'", May 16 to December 3, 2005
- Whitman Vignettes: Camden and Philadelphia at Kislak Center for Special Collections, Rare Books and Manuscripts, University of Pennsylvania, May 28 to August 23, 2019
- Walt Whitman Bard of Democracy at the Morgan Library and Museum, June 7 to September 15, 2019
- Walt Whitman: America’s Poet at the New York Public Library, March 29 to August 30, 2019
- Poet of the Body: New York’s Walt Whitman at the Grolier Club, May 15 to July 27, 2019

### Историјске локације
- Walt Whitman Birthplace State Historic Site Архивирано на веб-сајту  (5. септембар 2015)
- Walt Whitman Camden Home Historic Site

### Друге спољашње везе
- Волт Витман — биографија и одабране песме
- Волт Витман на веб-сајту  (језик: енглески)
- Walt Whitman: Online Resources at the Library of Congress.
- The Walt Whitman Archive includes all editions of Leaves of Grass in page-images and transcription, as well as manuscripts, criticism, and biography.
- Walt Whitman: Profile, Poems, Essays at Poets.org.
- Brooklyn Daily Eagle Online. Brooklyn Public Library.
- Волт Витман на сајту Пројекат Гутенберг (језик: енглески)
- Волт Витман на сајту Internet Archive (језик: енглески)
- Волт Витман на сајту LibriVox (језик: енглески)
- Волт Витман на сајту Find a Grave (језик: енглески)
- Johnson, John A., and Lloyd D. Worley. "Criminals' Responses to Religious Themes in Whitman's Poetry" (Archive). In J. M. Day and W. S. Laufer (eds), Crime, Values, and Religion, Norwood, NJ: Ablex, 1987, 133–51.